# Mikroregion Voticko
Mikroregion Voticko je dobrovolný svazek obcí, který vznikl podle zákona o obcích. Navazuje na činnost Mikroregionu Džbány, který vznikl v roce 2000 a zanikl v roce 2015.
V roce 2015 ze svazku vystoupilo město Bystřice a mikroregion se rozšířil o obce Heřmaničky, Smilkov, Ješetice, Mezno, Červený Újezd, Střezimíř. Proto byl založen nový svazek obcí pod názvem, který lépe odpovídá poloze členských obcí. Mikroregion tvoří 15 obcí, které pokrývají území celého obvodu obce s rozšířenou působností Votice a tvoří kompaktní celek s přirozeným centrem, kterým jsou Votice.

## Obce sdružené v mikroregionu
- Červený Újezd
- Heřmaničky
- Jankov
- Ješetice
- Mezno
- Miličín
- Neustupov
- Olbramovice
- Ratměřice
- Smilkov
- Střezimíř
- Vojkov
- Votice
- Vrchotovy Janovice
- Zvěstov